# Trematodon brevirostris
Trematodon brevirostris är en bladmossart som beskrevs av Georg Ernst Ludwig Hampe 1866. Trematodon brevirostris ingår i släktet tranmossor, och familjen Bruchiaceae. Inga underarter finns listade i Catalogue of Life.